# Neotrypaea californiensis
Neotrypaea californiensis är en kräftdjursart som först beskrevs av James Dwight Dana 1854.  Neotrypaea californiensis ingår i släktet Neotrypaea och familjen Callianassidae. Inga underarter finns listade i Catalogue of Life.

## Bildgalleri

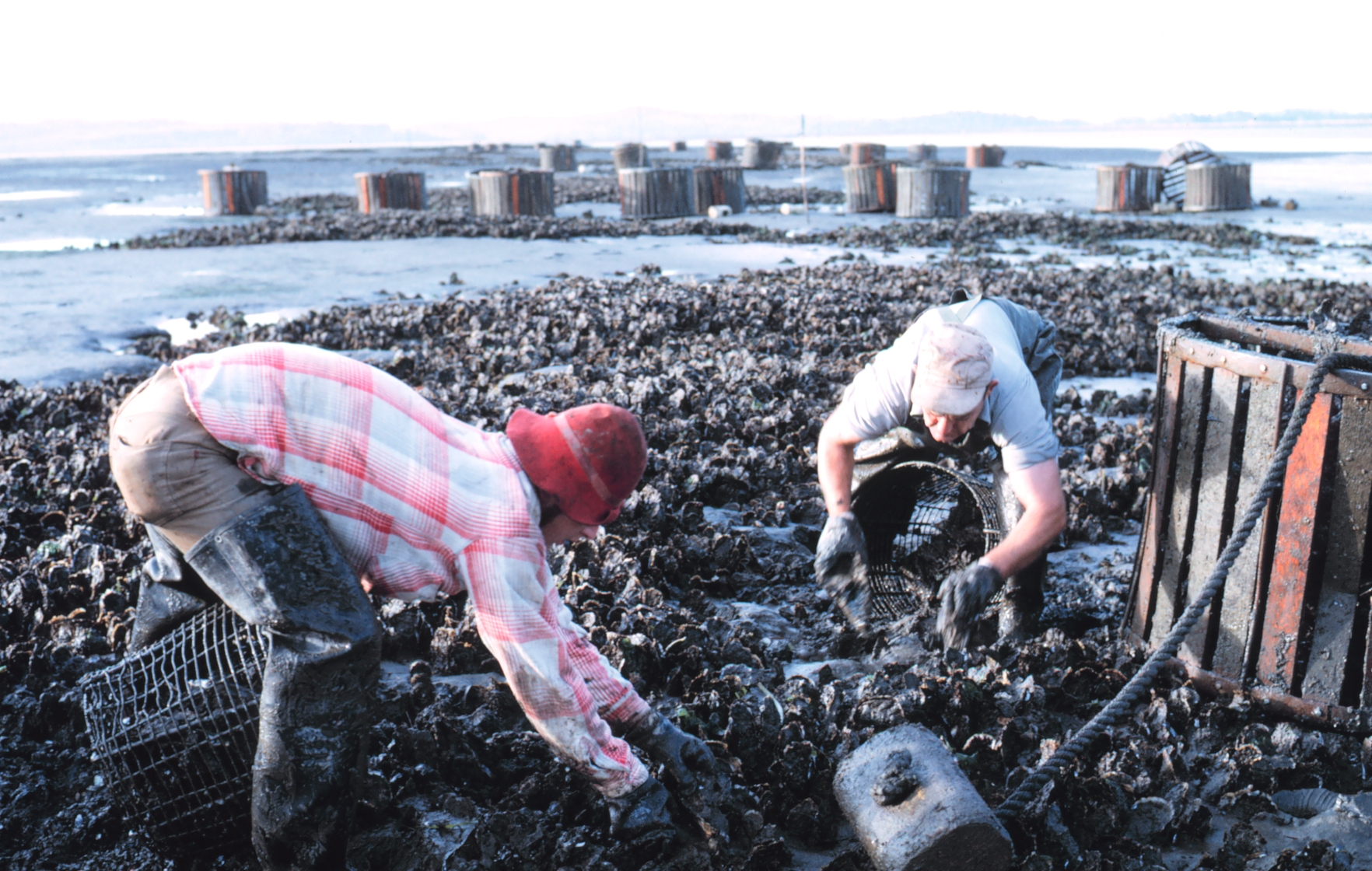